# 小行星8089
小行星8089（英語：8089 Yukar）是一颗围绕太阳公转的小行星。1990年10月13日，卢茨·D·施耐德、佛蒙特·伯根在陶腾堡发现了此天体。
这颗小行星的绝对星等为25.69238113348771等。